# Crișcăuți, Dondușeni
Crișcăuți este un sat din raionul Dondușeni, Republica Moldova.

## Istoric

### Etimologia
Conform explicațiilor unor ipoteze legendare, toponimul „Crișcăuți” ar fi de origine slavă, însemnând „meșter de acoperiș”, adică „crâșnic”. Prin sufixul nord-bucovinian, "uți", a luat naștere toponimul vechi „Crâșnicăuți”, cum e scris și în unele acte și care s-a scurtat cu timpul, ajungându-se la numele actual. În unele acte satul e însemnat cu un alt nume ce are o altă tâlcuire. Toponimul "Crivceni", tot de origine slavă, provine de la cuvântul „krivoi”, adică "strâmb" și se tâlcuiește „strâmbeni”. Numele ar fi fost dat localității de călătorii de pe "șleah" (vechiul drum militar), din motiv că șleahul, care e axă dreaptă în aceste părți, anume în dreptul satului Crișcăuți face două cotiri. De când șleahul nu mai este funcțional, nici numele respectiv nu mai este vorbit, acesta rămânând doar în actele vechi. 

### Moșia Crișcăuți în secolele XVII-XIX
Conform mai multor cercetări, ale istoricului Vasile Trofăilă, pământul satului Crișcăuți, cel puțin 3 secole, adică între 1599-1914, a fost o parte din moșia a 5 sate și anume: Cotova, Visoca, Crișcăuți, Pelenia și Burdujeni. Ultimele două au dispărut fără urmă, locul lor fiind în hotarele celor care au supraviețuit până acum (Vasile Trofăilă, Visoca, Chișinău, 1999, p. 4-23). 
"Șleahul Turcului" sau drumul militar "Otaci-Bălți" ar fi de pe timpul lui Sf. Ștefan cel Mare, după 1484, anul când a fost luată Tighina, iar marele domnitor urmează a întemeia un nou centru administrativ-militar la Soroca, ce până atunci era o localitate obișnuită. Astfel au fost croite drumurile militare "Suceava-Soroca" și acesta ce lega Otacii cu cel principal, la locul de întărire a cailor, adică la Bălți. După cum arată istoria, primele hoarde și primele oști au trecut pe "șleah" tot pe timpul lui Sf. Ștefan cel Mare. Prin urmare, satul Crișcăuți nu a avut liniște, ca și Pelenia dispărută din această pricină, la înc. sec. XIX (V. Trofăilă, Visoca, Chișinău, 1999, p. 3, 4). În 1939 "Șleahul Bălțului" încă mai era un drum principal în zonă (Harta topografică Românească, 1939). Din el a rămas în folosință doar segmentul Pocrovca-Crișcăuți.
Nicoară Prăjescu și Burdujenii e un cap de temă cu mai multe documente domnești-judecătorești, în care figurează satul Crișcăuți, ca proprietate a lui Nicoară și ca sat vecin cu Burdujenii, ce era la 8 km la sud de Crișcăuți. După datele detailate despre satul răzășesc, întemeiat ,,în hotarele Crișcăuților", prin luarea pământului de la 4 sate, reiese că satul Crișcăuți a avut mai mult pământ spre sud. Din acesta a fost luat de răzeșii Havrișești - fondatorii s. Burdujeni - iar mai târziu a fost transferat la Maramonovca și Ceapaevca, ultimul sat apărând în perioada sovietică, peste Căinar de la "sectorul viran Burdujeni", la vest de acesta. Asta lasă de înțeles că vechiul sat Crișcăuți nu era mic în alte vremi, dar a fost micșorat considerabil, strâmbătățile ce veneau de pe șleah fiind una din cauze. Într-un document a dărilor de seamă, din 1741, e însemnat că „satul Crinșincăuți”, ce exista de trei veacuri și în 1599 avea aripă de pământ de cca 8 km spre sud, era ,,cu puțintei oameni" ("Buletinul Comisiei istorice a României". București, 1915, vol. I, p. 242). Nu se cunoaște adevărata pricină a acestui fapt - dacă a fost o boală ucigătoare sau o nedreptate militărească. Tot acolo însă e scris că satul vecin, Cotova, era „fără de oameni”.    
Nicoară Prăjescu logofătul, fiul lui Ion Prăjescu și vărul lui Ieremia Movilă și unul din cei mai bogați oameni din țara Moldovei, e primul moșier stăpân al satului Crișcăuți, cunoscut în acte, unde e scris că el a cumpărat moșia. Judecata lui cu răzeșii a durat două decenii (1599-1620), ordinul domnitorului fiind desființarea „siliștii Burdujeni”, care lucru nu se făcea. La 11 iunie 1620, în scrisoarea de jalobă a hotarnicilor Toader Moțoc și Miron aprodul, către domnitorul Gașpar Grațiani, e scris: „Havrișenii nu încape... în mijlocul hotarelor Cotovei și Visocăi și Crivcenilor, satelor dumisale Prăjescului...". Nicoară Prăjescu a stăpânit toată moșia între 1599-1622, cu întreruperi și prigoane de la domnitori și rude. Când a fugit de urgia lui Mihai Viteazul, odată cu Ieremia Movilă, a lăsat satele în stăpânirea lui Sava Ivol postelnicul, o rudă a sa; iar când vine la prima domnie Ștefan al II-lea Tomșa, în 1611, e nevoit să le lase iarăși, de data asta în grija lui Dumitru Molodeț și să pribegească 4 ani prin țara Leșească, pentru învinuiri de furt (din partea unor movilești), ce nu s-au adeverit. Astfel, noul domnitor, Radu Mihnea, îi întoarce la 8 aprilie 1617, averile lui Nicoară Prăjescu, în care act domnesc iarăși figura satul Crișcăuți: ,,M-am milostivit și i-am întors... și i-am întărit dreptele lui ocine și dedine și cumpărătură toate satele, câte le are... și satul Cotova pe Căinarii cu iazuri și mori, și satul Visoca, de asemenea la obârșia Căinarului, și satul Crivcenii, care este în ținutul Sorocii..." (Documente privind istoria României. Veacul XVII. A.Moldovea. București, 1953, vol. IV, p. 134-135). În act sunt însemnate cele trei sate mari, dar nu figurează satele Burdujeni și Pelenia, din motiv că, primul era oficial al răzeșilor cu care Nicoară avea de continuat judecata, iar al doilea era un cătun vechi și hotărât fără perspectivă, din cauza nedreptăților de pe șleah. În general, cele 5 sate au continuat a fi o moșie comună, căci cele mici au continuat să existe. Nicoară Prăjescu a trecut la cele veșnice în 1622, iar satele respective, printre care și Crișcăuți, le-au stăpânit urmașii lui, în succesiune, până la 1702, când au trecut sub stăpânirea mănăstirii Neamț. După cercetările istoricilor N. Stoicescu și V. Trofăilă, urmașii lui Nicoară, adică stăpânii satului Crișcăuți în sec. XVII au fost: Ionașco Prăjescu postelnicu și fiul lui, Toderașco Prăjescu clucerul; Ștefan Prăjescu postelnicu, fiul lui Toderașco; Maria Prăjescu și fiica sa Alexandra lui S. Stârcea și soțul ei, Dumitrașcu Drăgușescu (Stoicescu N. Op. cit., p. 429). Nu este arătat în direct că fiecare din acești "Nicorești", ce au moștenit pe rând moșia, au stăpânit și satul Crișcăuți, ca Nicoară, dar ultimul - Dumitrașcu - vinde satele lui Moise Tănase, mare căpitan, la 9 aprilie 1691, iar maica sa le dăruiește mănăstirii Neamț, la 9 aprilie 1702. Cum arată "zapisul de danie", din Crișcăuți s-a dat jumate de sat: ,,Adică eu, Teofana, șetrăroaia răposatului Tănase... făcut-am acest zapis al nostru la mâna părinților de la sf. mănăstire de la Neamț... am dat danie drept sufletul răposatului fiiul meu, lui Moisă; le-am dat Visoca, sat întreg, și Cotova tij... Așijderea am mai dat danie jumătate de sat de Burdujeni și jumătate de sat de Crivceni, carele ne sânt cumpărate de la Măricuța, fata Prăjescului... carele sânt la ținutul Sorocii... le-am dat precum le-am cumpărat noi, cu vecini..." (Catalogul documentelor moldovenești din Direcția arhivelor centrale. București, 1975, vol. 5, p. 45). 
Nu este precizat ce a urmat a fi cu o jumătate de sat - dacă erau deja în localitate și răzeși, cum arată un act din 1904 (citat mai jos), sau încă nu. Altfel zis, satul răzășesc Burdujeni a fost desființat la înc. sec. XIX, și este mult probabil că dintre cei deposedați de pământ, care au fost strămutați în alte sate, să fi venit și la Crișcăuți, unde sunt menționați mai apoi. Iar peste careva timp, după donația Teofanaei, tot satul avea să fie în stăpânirea mănăstirii, cum arată „Sama mănăstirii Neamț pe anul 1742”, unde e scris: „Moșiile mănăstirii: Crinșincăuții la ținutul Sorocii, cu puțintei oameni” (Buletinul Comisiei istorice a României. București, 1915, vol. I, p. 242). Tot atunci domnitorul Constantin Mavrocordat dă nardul de 12 "zile mănăstirești" pe an, prin care act se arată unele obligațiuni ale țăranilor (inclusiv din Crișcăuți) față de stat și moșieri: „Socotit-am domnia mea și cu sfatul de obște am hotărât: tot omul casnic ce va ședea pe ocina mănăstirească... să aibă a sluji 12 zile într-un an mănăstirii, ori cu claca, ori cu carul cu boi, de va sluji la ceva, sau cu sapa ori la ce fel de lucru va fi orânduit... și dijma să dea...” (Acte și legiuiri privitoare la chestia țărănească. Seria 1. De la Vasile Lupu până la 1866. Adunate de D.C. Sturdsa-Scheunu, vol. I, p. 11-18). Totuși povara grea a țăranilor încă era înainte.
Același domnitor face cunoscut, la 6 aprilie 1749, că boierescul va fi câte „24 zile de om ori la ce lucru se va pune și dijma să deie...” (Ibidem, p. 22-23). Deși aceste presiuni par a fi provocatoare de răscoale, totuși țăranii s-au revoltat din cauza obligațiunilor neprevăzute și necontrolate cum și hotărârilor samovolnice, ce le luau în special arendașii de sate. În 1817 moșia "Visoca-Crișcăuți" era dată în arendă lui Constantin Tinica, registrator gubernial, iar în 1837, lui Ivan Nic. Șimanski. Cele 9 punte-obligațiuni ale ultimului (ce erau de două ori mai multe), au stârnit răscoala țăranilor, ce au cerut întoarcerea satelor sub ascultarea directă a mănăstirii, care lucru s-a făcut, dar nu pe mult timp. Cerințele acestuia erau insuportabile moral; unde după un șir lung de sarcini grele se mai cerea la urmă ca „Fiecare gospodar să dea posesorului câte 2 găini, 6 ouă și un funt de unt” (ANM, f. 125, inv. 1, d. 346). Cam din aceste vremuri satul Crișcăuți e menționat în acte tot mai des împreună cu Visoca și aparte de Cotova. Încă la 1753 moșia Visoca-Crișcăuți însuma 6429 desetine iar în 1869 iarăși e însemnat că ambele sate aveau 5584 desetine de pământ arabil (V. Trofăilă, Visoca, Chișinău, 1999, p. 21, 29). Din alți arendași ce au cârmuit satul au fost: Ecaterina Tinica și Constantin Baltaga ce nu se înțelegeau care e stăpânul, arendând în paralel satele Crișcăuți, Visoca și o parte din Teleșeuca. Din plângerea, din 1861, a posesoarei E. Tinica, că „locuitorii nu i se supun...”, e clar că țăranii aveau motiv de revoltă. Aceasta era pe fondalul unei judecăți de 20 de ani, ce s-a terminat cu scrisoare la țarul Alexandru și hotărârea din 1870, că țăranii vor primi a treia parte din pământ, iar moșierilor le va rămâne două părți. Pe atunci moșia „Visoca-Crișcăuți” era sub cetățenii Austriei, Gr. Oganovici și Gr. Șimanovski, ce luase satele de la Lev Cantacuzino, la 25 august 1869. La 9 martie, 1873, satele Crișcăuți, Visoca și Cotova trec sub administrarea directă a statului, adică sub Direcția gubernială Herson. Deși țăranii aveau mari speranțe că vor fi mai liberi pe pământul lor, mai ales după răspunsul scris al țarului, primii plugari din Crișcăuți au luat pământ, în arendă, cu ,,câte 14 ruble și 50 copeici pentru o desetină", abia la 1 martie 1910, ce a fost ca puțină mângâiere înainte de război. Pe vremea aceea vestea pentru plugar, că va avea pământul său, era o mare fericire (V. Trofăilă, Visoca, Chișinău, 1999, p. 27-29, 31). Însemnările de la înc. sec. XX indică: „Crișcăuți, sat, în județul Soroca, aproape de șoseaua care merge de la Mohilău spre Bălți, pe malul stâng al Căinarului, între Horodiște și Visoca. Face parte din volostea Arionești. Are 208 case, cu o populație de 1877 suflete, țărani români; biserică; școală elementară rusească; vite 498 capete; prisăci (27 stupi); 2 mori de vânt” (Dicționarul geografic al Basarabiei, 1904). Același document arată că în Crișcăuți au fost răzeși, menționând că satul răzășesc Teleșeuca e așezat ,,între satele răzășești Crișcăuți și Niorcani...". Cât privește populația de 1877 locuitori, probabil e o greșeală, căci un astfel de număr nu aveau nici satele mari (ce depășeau 1000 locuitori). Răzeșii din Crișcăuți erau probabil originari din Teleșeuca și Burdujeni. Iar locul celor două mori, ce erau la marginea satului Crișcăuți, și alte obiective de interes strategic sau economic, precum și toponime vechi, sunt indicate pe harta Imperiului Rus (Planul lui Schubert, 1868-1893, f. 27-6).

## Topografie istorică
Satul Crișcăuți e așezat într-o vâlcea -afluent de stânga al "Văii Ponoarelor" ce, la rândul ei, sfârșește în râul Căinar. Forma satului actual e aproape circulară, având o lățime de sub 2 km, centrul geografic fiind satul vechi. Acesta este deci pe ambele maluri ale văii ramificate, iar la sfârșitul sec. XIX abia depășea lungimea de 1 km, de la Valea Ponoarelor până la biserică, malul drept, cel cu fața la soare, fiind mai mult populat, până la drumul central actual (Planul lui Schubert, 1868-1893, f. 27-6). În partea de jos a acestuia, imediat după marginea satului, se mai văd urme de case distruse de alunecările de teren. 
Pământul satului Crișcăuți este în totalitate în bazinul râului Căinar, în partea stângă. Coborând de la nord, pe sub Căinar, după malul stâng al unui hârtop-afluent, în fundul căruia este „Păd. lui M. Flocosu”, dar și pe malul Căinarului, se întinde „Păd. lui B. Flocosu„, aceasta fiind mai bătrână și mai mare. "Valea Ponoarelor" sfârșește în Căinari la podul drumului „Horodiște-Crișcăuți”. Aceasta are câțiva afluenți scurți, de stânga: „Valea Izvoare” (sat dispărut în sec. XX); „Hârtopul”, ce se întinde la nord de sat; Valea Satului; și un hârtop mic. Următorii doi afluenți direcți ai Căinarului sunt hârtopul, deasupra căruia era o moară de vânt și „Valea Broscăria”, unde sfârșește pământul satului, în această direcție. Spre est acesta se întinde doar până la „Valea Eleșeuca” sau „Valea Sărăturilor” - următorul afluent al Căinarului - ce face hotar de scurgere cu cei din urmă la locul "șleahului", ce era vechiul drum militar. Așadar, în această direcție pământul satului se întinde până la lacurile „Solovei” (sfârșitul sec. XIX) și „Bacalița” (înc. sec. XX) din Valea Eleșeuca; iar spre sud -vest, prin „Valea Odaia”, până la „Pădurea Vie” a Visocii (Planul lui Schubert, 1868-1893, f. 27-6; Harta topografică Românească, 1939; Harta topografică a RSSM, 1985). 
Din principalele drumuri vechi, ce făceau legătura între Crișcăuți și alte localități, erau: "Șleahul Turcului", ce trecea axă dreaptă, pe direcția nord-sud, la 1 km spre est de satul vechi (azi, la marginea localității); "Sudarca-Visoca" (drumul central actual), pe care era o moară de vânt, între sat și „șleah”, la 500 m spre vest de ultimul; drumul spre Maramonovca, lângă care era o altă moară de vânt, (la 750 m sud-vest de la biserică), și care în 1939 încă mai era de prioritate medie; drumul spre Teleșeuca, ce pornește de la "șleah" spre est, pe "dealul lui Carabulea" (271 m), care e cel mai nalt loc din preajmă și unde a fost punct strategic militar (Planul lui Schubert, 1868-1893, f. 27-6). Drumul spre Horodiște este relativ nou, luând prioritatea de la cel direct spre Sudarca (ce nu mai este) în perioada sovietică (Harta topografică Românească, 1939).

## Demografie

### Structura etnică
Structura etnică a satului conform recensământului populației din 2004:
| Grup etnic         | Populație | % Procentaj |
| ------------------ | --------- | ----------- |
| Moldoveni / Români | 1.327     | 98,44%      |
| Ucraineni          | 12        | 0,89%       |
| Ruși               | 9         | 0,67%       |
| Total              | 1.348     | 100%        |

## Administrație și politică
Componența Consiliului local Crișcăuți (9 consilieri), ales la 5 noiembrie 2023, este următoarea:
|  | Partid                                       | Consilieri | Componență | Componență | Componență | Componență | Componență |
|  | -------------------------------------------- | ---------- | ---------- | ---------- | ---------- | ---------- | ---------- |
|  | Partidul Acțiune și Solidaritate             | 5          |            |            |            |            |            |
|  | Partidul Socialiștilor din Republica Moldova | 4          |            |            |            |            |            |

## Personalități
- Arcadie Gherasim - jurnalist
- Aurel Marinciuc - fizician
- Mihai Marinciuc - fizician
- Vlad Ciumac - economist